# Nhật Bản xâm chiếm Miến Điện
Nhật Bản xâm chiếm Miến Điện là chương mở đầu của Mặt trận Miến Điện tại mặt trận Đông Nam Á trong Thế chiến II, diễn ra trong vòng bốn năm từ 1942 đến năm 1945. Trong năm đầu tiên của chiến dịch, quân đội Nhật Bản (với sự giúp đỡ từ quân đội Thái Lan và quân nổi dậy Miến Điện) đã đánh đuổi Khối Thịnh vượng chung Anh và quân Trung Quốc ra khỏi Miến Điện, sau đó bắt đầu thời kỳ người Nhật chiếm đóng Miến Điện và thành lập một chính phủ hành chính của Miến Điện trên danh nghĩa độc lập.

## Tình hình trước chiến tranh
Trước khi Thế chiến II bùng nổ, Miến Điện là một phần của Đế quốc Anh đã bị chiếm đóng và sáp nhập dần dần sau ba cuộc chiến tranh Anh-Miến vào thế kỷ 19. Ban đầu bị cai trị như một phần của Ấn Độ thuộc Anh, Miến Điện được lập thành một thuộc địa riêng biệt thuộc Đạo luật Chính phủ Ấn Độ năm 1935. Dưới sự cai trị của thực dân Anh, Miến Điện đã có sự phát triển kinh tế rất lớn nhưng phần lớn cộng đồng Bamar lại trở nên ngày càng khó bảo. Trong số những mối quan tâm của họ chính là việc nhập khẩu các công nhân Ấn Độ để cung cấp một lực lượng lao động cho nhiều ngành công nghiệp mới, và sự xói mòn của xã hội truyền thống ở nông thôn cũng như đất đai được sử dụng để trồng cây xuất khẩu hoặc phải cầm cố tài sản cho những kẻ cho vay thế chấp người Ấn Độ. Sự thúc bách dành cho nền độc lập dần phát triển. Khi Miến Điện bị tấn công, cộng đồng người Bamar không muốn đóng góp vào việc bảo vệ các cơ sở của người Anh, và nhiều phong trào sẵn sàng tham gia giúp đỡ phía Nhật.
Kế hoạch của Anh đối với việc bảo vệ thuộc địa của Anh ở vùng Viễn Đông có liên quan đến công tác xây dựng các sân bay nối liền Singapore và Mã Lai với Ấn Độ. Các kế hoạch này đã không đưa ra được lời giải thích trên thực tế rằng nước Anh cũng đang có chiến tranh với Đức, và khi Nhật Bản bước vào cuộc chiến, lực lượng cần thiết để bảo vệ những thuộc địa lại chưa sẵn sàng. Miến Điện lại được coi như là một vùng quân sự "tù túng", khó có thể bị Nhật Bản đe dọa.
Trung tướng Thomas Hutton, Tư lệnh Lục quân Miến Điện với trụ sở chính đặt tại Rangoon, chỉ có Sư đoàn Bộ binh Ấn Độ 17 và Sư đoàn Miến Điện 1 được giao trọng trách bảo vệ nước này, dù nhận được sự giúp đỡ như dự kiến từ chính phủ Quốc Dân Đảng của Tưởng Giới Thạch. Trong chiến tranh, quân đội Ấn Độ thuộc Anh đã mở rộng hơn mười hai lần số quân nhân thời bình là 200.000 nhưng vào cuối năm 1941 sự mở rộng này có nghĩa rằng hầu hết các đơn vị đều chưa được huấn luyện và thiếu trang bị. Trong hầu hết các trường hợp, việc huấn luyện và trang thiết bị như các đơn vị của Ấn Độ ở Miến Điện nhận được cho các hoạt động trong chiến dịch Sa mạc Tây hoặc Biên giới Tây Bắc của Ấn Độ, chứ không phải là vùng rừng rậm. Các tiểu đoàn của đội Súng trường Miến Điện đều hình thành nên toàn thể Sư đoàn Miến Điện 1 lúc đầu được gầy dựng chỉ như lực lượng an ninh nội bộ, từ các cộng đồng thiểu số ở Miến Điện như Karen. Họ còn được mở rộng nhanh chóng với một số binh lính người Bamar thiếu trang bị chủ yếu là các tân binh.

### Kế hoạch phía Nhật
Nhật Bản bước vào cuộc chiến chủ yếu nhằm có được nguồn tài nguyên, đặc biệt là dầu mỏ từ những thuộc địa châu Âu (đặc biệt là Hà Lan) ở Đông Nam Á được bảo vệ yếu ớt vì cuộc chiến ở châu Âu. Kế hoạch của họ liên quan đến một cuộc tấn công vào Miến Điện một phần do tài nguyên thiên nhiên của Miến Điện (trong đó bao gồm một số dầu từ các mỏ xung quanh Yenangyaung, mà còn những loại khoáng chất như Cobalt và số lượng gạo dư thừa lớn), mà còn để bảo vệ cánh quân tấn công chính của họ chống lại Mã Lai và Singapore và cung cấp một vùng đệm để bảo vệ các vùng lãnh thổ mà họ có ý định chiếm đóng.
Một yếu tố khác là Con đường Miến Điện hoàn thành vào năm 1938 kết nối Lashio, ở phần cuối của tuyến đường sắt từ cảng Rangoon, với tỉnh Vân Nam của Trung Quốc. Tuyến liên kết mới hoàn thành này đã được sử dụng để di chuyển viện trợ và vũ khí cho quân Quốc Dân Đảng của Tưởng Giới Thạch đã chiến đấu với phía Nhật trong nhiều năm. Người Nhật tự nhiên muốn cắt đứt tuyến liên kết này.
Tập đoàn quân 15 Nhật Bản dưới sự chỉ huy của Trung tướng Iida Shōjirō, được giao nhiệm vụ chiếm đóng miền bắc Thái Lan, vốn đã ký một hiệp ước hữu nghị với Nhật Bản vào ngày 21 tháng 12 năm 1941, và tấn công tỉnh miền nam Miến Điện là Tenasserim trên dãy đồi Tenasserim. Quân đội ban đầu bao gồm Sư đoàn 33 được đánh giá cao và Sư đoàn 55, mặc dù cả hai sư đoàn đã suy yếu trong vài tuần bởi phải tăng phái cho các chiến dịch khác.

### Quân nổi dậy Miến Điện
Như mối hiểm dọa của chiến tranh ngày càng lớn dần, người Nhật đã tìm cách liên kết với các đồng minh tiềm năng ở Miến Điện. Vào cuối năm 1940, một nhà hoạt động sinh viên Miến Điện là Aung San đã tìm cách liên lạc với các quan chức Nhật Bản về Amoy và vượt biển sang Nhật Bản để thảo luận. Ông và một số tình nguyện viên khác ("Ba mươi Đồng chí") sau đó nhận được sự huấn luyện quân sự chuyên sâu trên đảo Hải Nam.
Quân đội Độc lập Miến Điện chính thức được thành lập tại Bangkok vào ngày 28 tháng 12 năm 1941. Lực lượng ban đầu bao gồm 227 nhân viên Miến Điện và 74 nhân viên người Nhật nhưng đã nhanh chóng được củng cố bởi số lượng lớn các tình nguyện viên và tân binh một khi họ vượt biên vào Miến Điện như là một phần của cuộc xâm lược chính của người Nhật.

## Quân Nhật đánh chiếm Rangoon
Cuộc tấn công đầu tiên của Nhật Bản vào giữa tháng 1 năm 1942 nhằm đánh chiếm mũi đất Victoria, gần như điểm tận cùng phía nam của Miến Điện theo như dự kiến và không có giao tranh. Cuộc tấn công thứ hai là một cuộc đột kích thăm dò nhỏ hướng vào một đồn cảnh sát ở miền nam Tenasserim, đã bị đẩy lùi. Trung đoàn bộ binh 143 của Nhật Bản (từ Sư đoàn 55) sau đó đã phát động cuộc tấn công trên bộ vào sân bay tại Tavoy và Mergui ở Tenasserim. Các phi trường gặp nhiều khó khăn trong công tác phòng thủ và củng cố, nhưng Bộ Tổng tư lệnh quân đội Miến Điện đã được lệnh phải giữ những tiền đồn do tầm quan trọng của chúng trong việc bảo vệ Mã Lai. Người Nhật buộc phải mở đường vào trong dốc dãy núi Tenasserim có rừng rậm bao phủ và tấn công Tavoy vào ngày 18 tháng Giêng. Quân phòng thủ gồm các tiểu đoàn súng trường 3 và 6 của Miến Điện bị áp đảo và buộc phải sơ tán thị trấn trong sự rối loạn. Mergui đã được sơ tán trước khi bị quân Nhật tấn công.
Rangoon bước đầu đã được bảo vệ tương đối thành công chống lại các cuộc không kích của quân Nhật, bởi các phân đội RAF nhỏ được tăng cường bởi một phi đội của Liên đoàn Tình nguyện Mỹ, được biết đến với tên gọi "Phi Hổ". Phần lớn các sân bay nằm giữa Rangoon và bước tiến quân của Phát xít và do người Nhật được sử dụng các sân bay ở Tenasserim, số lượng cảnh báo các sân bay Rangoon có thể bị tấn công giảm và ngày càng trở nên không giữ được.
Ngày 22 tháng 1 năm 1942, bộ phận chính yếu của Sư đoàn 55 quân đội Nhật đã bắt đầu cuộc tấn công chính về phía tây từ Rahaeng ở Thái Lan qua Đèo Kawkareik. Lữ đoàn Bộ binh Ấn Độ 16 thuộc Sư đoàn Ấn Độ 17 phụ trách việc bảo vệ lối vào đã vội vã rút lui về phía tây. Sư đoàn quân Nhật đã tiến vào Moulmein ở cửa sông Salween do Lữ đoàn Bộ binh Miến Điện 2 trú đóng. Vị trí đã gần như không thể bảo vệ và có dòng sông Salween rộng khoảng 1,5 dặm (2,4 km) nằm phía sau đấy. Lữ đoàn Miến Điện 2 đã phải chen chúc tại một vành đai dần dần siết chặt hơn, và cuối cùng phải rút lui qua sông bằng phà vào ngày 31 tháng Giêng sau khi từ bỏ một số lượng lớn vật tư và trang bị. Một phần của lực lượng đã bị bỏ lại phía sau ở Moulmein và phải bơi sông mới theo kịp đồng đội.

### Trận cầu Sittang
Sư đoàn Ấn Độ 17 đã lùi trở lại về phía bắc. Họ cố gắng giữ vững sông Bilin và tuyến dự phòng khác như đã làm, nhưng có quá ít quân để tránh bị liên tục đánh tạt sườn. Sư đoàn cuối cùng đành phải rút lui về phía cây cầu bắc qua sông Sittang trong tình trạng rối loạn hàng ngũ. Việc rút quân đã bị trì hoãn do các sự cố khác gây ra như một chiếc xe đâm sầm vào mặt cầu, các cuộc không kích (bao gồm cả, các cuộc tấn công tình cờ bị cáo buộc của RAF và AVG), và sự quấy rối của quân Nhật. Sự trì hoãn đã cho phép phía Nhật xâm nhập vào cây cầu và việc tổ chức phòng ngự yếu kém trên cầu có nguy cơ sụp đổ. Lo sợ rằng cây cầu còn nguyên vẹn này sẽ rơi vào tay người Nhật và sử dụng nó để tiến về Rangoon, Tư lệnh Sư đoàn là Thiếu tướng "Jackie" Smyth, VC đã ra lệnh đánh sập cầu vào sáng ngày 23 tháng 2 năm 1942, với hầu hết sư đoàn bị mắc kẹt ở phía bên kia do địch chiếm giữ.
Nhiều người trong số binh sĩ của Sư đoàn 17 bị mắc kẹt trên bờ sông do quân Nhật chiếm giữ đã phải mở đường qua tới bờ phía tây bằng cách bơi lội hoặc trên những chiếc bè làm ngay được, nhưng đã phải từ bỏ gần như tất cả các trang bị của mình bao gồm hầu hết các loại vũ khí nhỏ. Điều này sau đó đã khiến một số người đặt câu hỏi về quyết định đánh sập cầu tranh cãi rằng chính dòng sông đã không cung cấp nhiều trở ngại đối với người Nhật, và gây hại nhiều hơn là lợi, vì nó dẫn đến hai lữ đoàn bị mắc kẹt và trì hoãn thời gian quân Nhật đánh chiếm Rangoon lên mười ngày.

### Rangoon thất thủ
Mặc dù sông Sittang theo lý thuyết là một vị trí phòng ngự kiên cố, thảm họa tại cây cầu khiến cho quân Đồng Minh khó mà giữ nó được. Thống chế Archibald Wavell, Tổng tư lệnh Bộ Tư lệnh ABDA lại ra lệnh phải giữ vững Rangoon. Ông đang trông đợi một lượng lớn viện binh từ Trung Đông sang, bao gồm cả một sư đoàn bộ binh Úc. Ngày 28 tháng 2, ông chính thức cứu giúp Hutton (dù Hutton đã chính thức bị thay thế chức tư lệnh bởi Tướng Harold Alexander), và ngày hôm sau, ông cho sa thải Smyth bất chấp viên tướng này đang lâm trọng bệnh.
Dù cho chính phủ Úc đã từ chối cho phép quân đội của họ được điều động đến Miến Điện, một số quân tiếp viện của Anh và Ấn Độ, bao gồm cả Lữ đoàn Thiết giáp 7 của Anh và Lữ đoàn Bộ binh Ấn Độ 63 đổ bộ tại Rangoon. Alexander ra lệnh phản công chống lại quân Nhật tại Pegu, 40 dặm (64 km) về phía đông bắc của Rangoon, nhưng nhanh chóng nhận ra rằng chẳng có hy vọng nào để bảo vệ Rangoon. Ngày 7 tháng 3, quân đội Miến Điện đã rút khỏi Rangoon sau khi thực hiện một kế hoạch tiêu thổ như phá hủy hải cảng và cho nổ kho xăng dầu. Ngay khi quân Đồng Minh vừa rời khỏi thì thành phố bị ngọn lửa thiêu rụi.
Tàn quân Miến Điện phải đối mặt trước sự bao vây khi họ rút lui về phía bắc thành phố nhưng cũng may là họ đã chọc thủng tuyến rào chắn Taukkyan như là kết quả của một phần lỗi trên của viên chỉ huy địa phương người Nhật. Đại tá Sakuma Takanobu, Tư lệnh Trung đoàn Bộ binh 214 của Nhật, đã ra lệnh phải ngăn chặn con đường chính phía bắc từ Rangoon đến Prome khi bộ phận chính của Sư đoàn 33 vòng quanh thành phố để tấn công từ phía tây. Việc rút quân Anh và Ấn Độ đã phải lùi lại khi họ cố vượt qua tuyến chốt chặn của Sakuma. Alexander ra lệnh tấn công hướng khác nhưng thấy người Nhật đã biến mất. Không nhận ra rằng người Anh đã được sơ tán khỏi Rangoon, Sakuma liền hủy bỏ tuyến rào chắn theo như lệnh, một khi Sư đoàn 33 tới được vị trí dự định. Nếu ông không làm như vậy, người Nhật có thể đã tóm được Tướng Alexander và phần còn lại của quân đội Miến Điện.

## Quân Nhật tiến về Salween và Chindwin
Sau khi Rangoon thất thủ, quân Đồng Minh đã cố gắng để tạo chỗ đứng tại miền trung Miến Điện. Họ hy vọng rằng Quân Viễn chinh Trung Quốc tại Miến Điện dưới sự chỉ huy của La Trác Anh và bao gồm Tập đoàn quân 5 (do Đỗ Duật Minh chỉ huy) và các Binh đoàn 6 và 66, có thể tổ chức một mặt trận phía nam Mandalay. Mỗi binh đoàn Trung Quốc có quân số tương đương một sư đoàn của Anh nhưng trang thiết bị tương đối ít. Trong khi đó, Quân đoàn Miến Điện mới được lập nên đã phải vội tiến hành giải vây tổng hành dinh quân đội Miến Điện vì trách nhiệm ngày qua ngày cho các chiến dịch và bao gồm Sư đoàn Miến Điện 1, Sư đoàn Ấn Độ 17 và Lữ đoàn Thiết giáp 7 được giao phó nhiệm vụ bảo vệ thung lũng sông Irrawaddy. Đồ tiếp tế chưa phải là một vấn đề ngay lập tức, cũng như vật liệu chiến tranh (gồm cả nguyên liệu ban đầu có nghĩa là lô hàng sang Trung Quốc) đã được sơ tán khỏi Rangoon, số gạo dồi dào và các giếng dầu ở miền trung Miến Điện vẫn còn nguyên vẹn, nhưng không có đường bộ nào thích hợp sang Ấn Độ còn tồn tại và duy nhất việc tái chiếm Rangoon mới cho phép các nước Đồng Minh giữ vững Miến Điện vô thời hạn.
Đồng Minh hy vọng rằng bước tiến của quân Nhật sẽ chậm lại; thay vào đó người Nhật đã gia tăng tốc độ hành quân. Quân đội Nhật cho tăng cường hai sư đoàn của họ tại Miến Điện với một được thuyên chuyển từ Mã Lai và số khác thì chuyển từ Đông Ấn Hà Lan sau khi Singapore và Java thất thủ. Họ cũng mang theo một số lượng lớn xe tải và các loại xe khác chiếm được của Anh, cho phép họ vận chuyển đồ tiếp tế một cách nhanh chóng thông qua mạng lưới đường bộ phía nam của Miến Điện, và còn sử dụng hàng đoàn bộ binh cơ giới đặc biệt là dùng để chống lại quân Trung Quốc. Phi đội Không quân Hoàng gia đang bay từ Magwe đã bị tê liệt do sự rút lui của các đơn vị radar và đánh chặn radio tới Ấn Độ và quân Nhật sớm giành được ưu thế trên không. Phi đội máy bay ném bom của Nhật chẳng mấy khó khăn đã tấn công hầu hết các thị trấn và thành phố lớn tại những nơi mà quân Đồng Minh chiếm giữ ở Miến Điện, gây ra sự tàn phá trên diện rộng và náo loạn ở khắp mọi nơi. Lực lượng Đồng Minh còn bị Quân đội Độc lập Miến Điện đang mở rộng nhanh chóng quấy nhiễu và bị cản trở bởi một số lượng lớn người tị nạn (chủ yếu là dân thường Ấn Độ) và sự tan rã dần dần của chính phủ dân sự tại khu vực mà họ nắm giữ. Nhiều binh lính Bamar của Đội Súng trường Miến Điện cũng đã đào ngũ.
Tư lệnh Quân đoàn Miến Điện là Trung tướng William Slim đã cố gắng sắp đặt một cuộc phản công về phía tây của mặt trận, nhưng quân của ông đã nhiều lần bị đánh tạt sườn và buộc phải chiến đấu thoát ra khỏi vòng vây. Quân đoàn dần dần bị đánh bật lên phía bắc theo hướng Mandalay. Sư đoàn 1 Miến Điện thì bị chia cắt và mắc kẹt trong các mỏ dầu cháy sáng tại Yenangyaung, mà đích thân quân Đồng Minh đã phá bỏ để từ chối giao nộp cho người Nhật. Mặc dù sư đoàn được bộ binh Trung Quốc và xe tăng của Anh cứu thoát trong trận Yenangyaung, nhưng lại để mất gần như tất cả các trang thiết bị và sự gắn kết của nó.
Về phía đông của mặt trận, trong trận chiến ở đường Vân Nam-Miến Điện, Sư đoàn 200 của Trung Quốc đã cầm chân quân Nhật trong một khoảng thời gian xung quanh Toungoo, nhưng sau khi nó để mất con đường đã mở cửa cho đội quân cơ giới của Sư đoàn 56 của Nhật Bản tràn vào đánh tan Tập đoàn quân 6 của Trung Quốc về phía đông ở Bang Karenni và tiến lên phía bắc qua tiểu bang Shan để chiếm Lashio, đánh tạt sườn các tuyến phòng thủ của quân Đồng Minh và chia cắt quân đội Trung Quốc ra khỏi Vân Nam. Với sự sụp đổ có hiệu quả của toàn bộ tuyến phòng thủ, chẳng còn sự lựa chọn nào khác hơn là một cuộc triệt thoái bằng đường bộ đến Ấn Độ hay đến Vân Nam.

### Đồng Minh rút quân

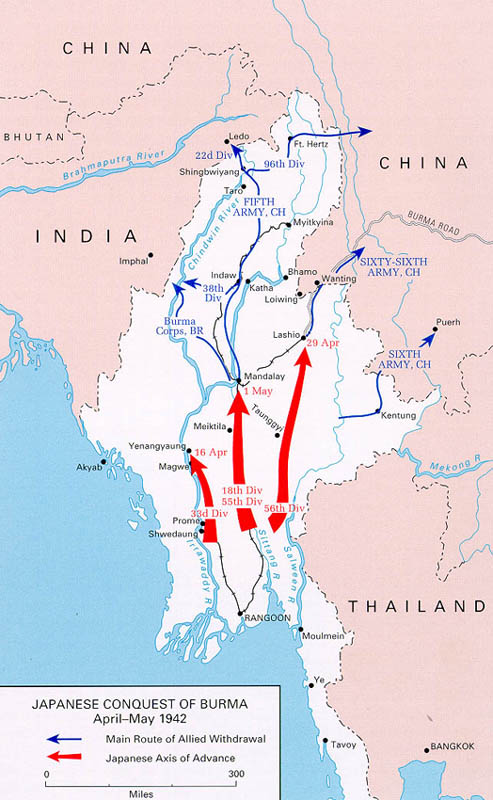
Lộ trình tiến công của quân Nhật và rút quân của Đồng Minh.

Việc rút quân được thực hiện trong hoàn cảnh khủng khiếp. Những người dân trốn tránh nạn đói, những kẻ lang thang vô tổ chức cùng đám đông bệnh nhân và người bị thương đã làm tắc nghẽn những con đường thô sơ và đường hẻm dẫn sang Ấn Độ. Quân đoàn Miến Điện đã rút về Manipur tại Ấn Độ. Có lúc tướng Alexander đề xuất rằng Lữ đoàn thiết giáp 7 và một Lữ đoàn bộ binh đi cùng với quân đội Trung Quốc tiến vào Vân Nam, nhưng ông được các sĩ quan thuyết phục rằng lữ đoàn thiết giáp sẽ nhanh chóng trở nên mất tác dụng khi phải rút khỏi Ấn Độ. Khi quân đoàn cố gắng vượt qua sông Chindwin bằng những chiếc phà xiêu vẹo tới Kalewa, quân Nhật đã cố bao vây họ trong một "lòng chảo" được bao quanh bởi những vách đá ở Shwegyin trên bờ phía đông dòng sông. Dù những trận phản công đã cho phép binh lính thoát ra khỏi đó, thì hầu hết số quân trang của quân đoàn đều buộc phải phá hủy hoặc bỏ lại dọc đường. Các quân đoàn tới được Imphal ở Manipur ngay trước khi mùa mưa đổ xuống vào tháng 5 năm 1942. Tại đây, họ thấy mình sống trong cảnh lộ thiên dưới những cơn mưa gió mùa xối xả trong hoàn cảnh cực kỳ không lành mạnh. Các cơ quan quân sự và dân sự ở Ấn Độ tỏ ra rất chậm chạp để đáp ứng các nhu cầu của quân đội và người tị nạn dân sự. Đặc biệt là Bộ Tư lệnh Quân đoàn Miến Điện đã bị giải tán và Bộ Tư lệnh Quân đoàn IV thì mãi đến gần đây mới tới được Ấn Độ lại tiếp quản mặt trận.
Chính phủ dân sự Anh ở Miến Điện đã phải quay trở lại Myitkyina ở miền Bắc Miến Điện, kèm theo nhiều người Anh, Anh-Ấn và thường dân Ấn Độ. Thống đốc (Reginald Dorman-Smith) và số dân thường có ảnh hưởng nhất đã bay khỏi Sân bay Myitkyina, cùng với một số người bệnh và bị thương. Đa số những người tị nạn đã bị buộc phải tìm cách thoát thân khỏi Myitkyina đến Ấn Độ thông qua Thung lũng Hukawng nguy hiểm và dãy núi Patkai dốc đứng có rừng rậm bao phủ. Nhiều người đã chết trên đường đi, và khi họ đến được Ấn Độ, có một số trường hợp mà chính quyền dân sự chỉ cho phép dân thường da trắng và Âu Á tiếp tục trong khi ngăn chặn cuộc hành trình của dân Ấn Độ, hậu quả đáng lên án là làm cho nhiều người thiệt mạng. Ngược lại, rất nhiều các cá nhân như người trồng trà đã làm hết sức mình để cung cấp viện trợ.
Việc quân Nhật tiến bước đã tách rời nhiều binh sĩ Trung Quốc ra khỏi Trung Quốc. Nhiều người trong số họ cũng rút lui theo đường Thung lũng Hukawng và sống sót chủ yếu bằng cách cướp bóc, làm tăng thêm những đau khổ của người dân tị nạn. Sư đoàn 38 của Trung Quốc dưới sự chỉ huy của Tôn Lập Nhân đã chiến đấu mở đường hướng tây băng qua Chindwin đến Ấn Độ vẫn còn nguyên vẹn đáng kể mặc dù phải hứng chịu tổn thất nặng nề. Binh lính Trung Quốc đã rút lui vào Ấn Độ được đặt dưới sự chỉ huy của viên tướng Mỹ Joseph Stilwell, người cũng đã dùng bộ binh tiến sang Ấn Độ và tập trung trong các trại tại Ramgarh ở Bihar. Sau khi hồi phục họ được người Mỹ tái trang bị và tái huấn luyện. Tàn quân Trung Quốc còn lại cố gắng rút về Vân Nam qua các khu rừng núi xa xôi và nhiều người đã chết dọc đường hành quân. 

### Tạm dừng chiến dịch
Các sư đoàn 18 và 56 của quân Nhật đã truy kích quân Trung Quốc vào Vân Nam, nhưng được lệnh phải dừng lại trên sông Salween vào ngày 26 tháng 4. Sư đoàn 33 của Nhật cũng dừng lại ở Chindwin vào cuối tháng 5, kết thúc chiến dịch cho đến cuối những cơn mưa gió mùa. Tại tỉnh ven biển Arakan, một số đơn vị của quân đội Miến Điện độc lập đã đến được đảo Akyab ngay trước quân Nhật. Tuy nhiên, họ cũng xúi giục bạo loạn giữa các nhóm dân cư Phật giáo và Hồi giáo của tỉnh này. Quân Nhật tiến vào Arakan kết thúc ngay phía nam của biên giới Ấn Độ, khiến giới chức quân sự và dân sự của Anh ở quanh Chittagong phải cho thi hành một chính sách "tiêu thổ" góp phần vào nạn đói Bengal năm 1943. 

## Thái Lan tiến công
Phù hợp với liên minh quân sự giữa Thái Lan với Nhật Bản đã được ký kết vào ngày 21 tháng 12 năm 1941, Ngày 21 tháng 3, Thái Lan và Nhật Bản cũng đồng ý rằng Kayah và Shan nằm dưới quyền kiểm soát của người Thái. Phần còn lại của Miến Điện nằm dưới quyền kiểm soát của người Nhật.
Những đơn vị xung phong của Tập đoàn quân Phayap Thái (do Jarun Rattanakun Seriroengrit chỉ huy) đã vượt qua biên giới tiến vào Shan vào ngày 10 tháng 5 năm 1942. Ba sư đoàn bộ binh và mộ sư đoàn kỵ binh Thái Lan dẫn đầu bởi nhóm trinh sát cơ giới cùng sự yểm trợ của không quân đã giao ranh với Sư đoàn 93 Trung Hoa Dân Quốc. Kengtung, mục tiêu chính, đã bị chiếm vào ngày 27 tháng 5.
Ngày 12 tháng 7, Tướng Phin Choonhavan, thống đốc quân sự tiểu bang Shan của Thái Lan, đã ra lệnh cho Sư đoàn 3 của Tập đoàn quân Phayap Thái chiếm đóng bang Kayah và trục xuất Sư đoàn 55 Trung Hoa Dân Quốc ra khỏi Loikaw. Quân đội Trung Quốc không thể rút lui vì các tuyến đường đến Vân Nam đã nằm dưới sự kiểm soát của liên quân Nhật-Thái. Người Thái cũng bắt được nhiều binh lính Trung Quốc.